# Портландія
«Портландія» (англ. Portlandia) — американський комедійний телесеріал у форматі скетч-шоу із Фредом Армісеном і Керрі Браунштейн у головних ролях. Дія серіалу відбувається в Портленді, штат Орегон, та на його околицях. В серіалі місто зображається як притулок для ексцентричних хіпстерів. Виробництвом шоу займалися Broadway Video Television та IFC Original Productions. Шоу створили Армісен і Браунштейн разом із режисером Джонатаном Кріселом. Прем'єра шоу відбулася на IFC 21 січня 2011 року.
Шоу поділяє свою назву з однойменною скульптурою, яка знаходиться над входом у Портленд-білдінг на П'ятій авеню в центрі Портленда, яка з'являється в вступних титрах шоу. Серіал отримав премію Пібоді.
У січні 2017 року серіал було продовжено на восьмий і останній сезон, показ якого завершився 22 березня 2018 року.

## Виробництво

### Задум і розробка
Браунштейн і Армісен вперше зустрілися в 2003 році та в 2005 почали працювати над серією комедійних скетчів для Інтернету під назвою ThunderAnt. Основною темою скетчів був Портленд та його мешканці, починаючи від розлючених відвідувачів популярного ресторану району Готорн, які реєстрували безглузді скарги на сайті відгуків Yelp!, до провальної моновистави в голлівудському театрі міста.
У липні 2009 року дует представив свою ідею повноцінного комедійного скетч-шоу компанії IFC і продюсерської компанії Лорна Майклза — Broadway Video, і проект був швидко схвалений.
Частина матеріалу шоу спочатку з'явилася в веб-серіалі; там вперше виникла феміністична книгарня «Спершу жінки та жінки» та її власниці, Тоні та Кендіс.

### Зйомки та виробництво
Дія серіалу розгортається в Портленді, штат Орегон, де й відбуваються зйомки. Виробництво першого сезону з шости епізодів почалося в серпні 2010 року і було завершено у вересні 2010 року. Бюджет першого сезону становив менше 1 мільйона доларів США. Разом з Еллісон Сільверман, колишнім головним сценаристом і виконавчим продюсером The Colbert Report, і режисером Portlandia Джонатаном Кріселом, Армісен і Браунстайн написали скетчі, які з'являються в першому сезоні. Лорн Майклз був залучений як виконавчий продюсер.

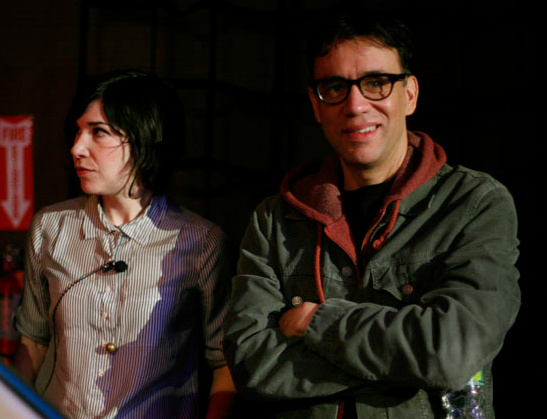
Керрі Браунштейн і Фред Армісен, зірки шоу

У серіалі знімаються Фред Армісен і Керрі Браунштейн у різних ролях. Серед запрошених зірок: Кірстен Данст; Олівія Уайлд; Сельма Блер; Хлоя Севіньї; Розанна Барр; Стів Бушемі; Клер Дейнс; Крістен Віг; Роуз Бірн; Енді Семберг; Рейчел Блум; Ед Беглі молодший; Еймі Манн; Джонні Марр; Сара Маклаклан; k.d. lang; Джелло Біафра; Курт Вайл; Гізер Грем; Паркер Поузі; Майкл Несміт; Гленн Данзіг; Обрі Плаза; Рашида Джонс; Анна Ґанн; Джейн Лінч; Кумайл Нанджіані; Джейсон Судейкіс; Ерен МакГехі; Едді Веддер з Pearl Jam ; Грета Гервіг; Едвард Джеймс Олмос; Брігіт Нільсен; J Mascis з Dinosaur Jr.; Кейт Пірсон, Сінді Вілсон і Фред Шнайдер з The B-52's; Джош Хомм з Queens of the Stone Age; Гас Ван Сент; Тім Роббінс; Мартіна Навратілова; Джефф Голдблюм; Джоанна Ньюсом; Енні Кларк; Джек Уайт; Пол Саймон; Генрі Роллінз; Кріст Новоселич; гравці «Портленд Трейл Блейзерс»: ЛаМаркус Олдрідж, Деміан Ліллард, Сі Джей МакКоллум і Робін Лопес в ролі самих себе; і Кайл Маклаклан як вигаданий мер Портленда. Справжній мер Портленда Сем Адамс також з'являється в серіалі як помічник мера.В першій серії шостого сезона склад рок-групи зіграли Колін Мелой і Дженні Конлі з The Decemberists; Джеймс Мерсер з The Shins; товариші по групі Браунштейн Sleater-Kinney: Корін Такер і Джанет Вайс; та Ісаак Брок з Modest Mouse.
14 лютого 2011 року IFC замовив другий сезон з десяти серій, який почав транслюватися в січні 2012 року. 21 березня 2012 року IFC оголосила про відновлення серіалу на третій сезон. 12 червня 2013 року телеканал оголосив про продовження «Портландії» на четвертий і п'ятий сезони по десять епізодів кожен. Вони вийшли в ефір на початку 2014 і 2015 років. 10 лютого 2015 року було оголошено, що IFC продовжує «Портландію» на шостий та сьомий сезон.
У січні 2017 року серіал було продовжено на восьмий і останній сезон, зйомки якого почалися в Портленді в червні 2017 року. Прем'єра сезону відбулася в 2018 році.

## Персонажі
У більшості скетчів «Портландії» Армісен і Браунштейн грають різні пари персонажів, більшість з яких з'являються в кількох епізодах. Однією з таких пар є «Фред і Керрі»: версія акторів, якби вони були друзями, які живуть разом у будинку в Портленді. Для зображення більшості інших персонажів використовують макіяж, костюми та перуки. Іноді використовується переодягання, наприклад, коли Армісен зображує Кендіс, співвласницю книгарні «Спершу жінки та жінки», Браунштейн грає Енді, борця за права чоловіків, або коли Армісен і Браунштейн міняються статтю, щоб зіграти пару Ніни та Ленса.
Є також невелика кількість повторюваних персонажів, яких грають інші актори, наприклад, мер Портленда та його помічник (Кайл Маклаклан та Сем Адамс, справжній мер з 2009 по 2012), домовласник Фреда та Керрі (Стів Бушемі, який також був режисером кількох епізодів), Енджел (Енджел Буше, яка з'являється в кількох епізодах в ролі самої себе), пара свінгерів (Еббе Ро Сміт і Крістін Левін), власниця багатьох дивних магазинів (Джефф Голдблюм). і мати Керрі (Міккі Роннінген, сезони 2, 3 і 5).
Актор Джедедая П. Аакер, не враховуючи двох головних акторів серіалу, з'явився в найбільшій кількості епізодів серіалу.

## Оцінки й відгуки

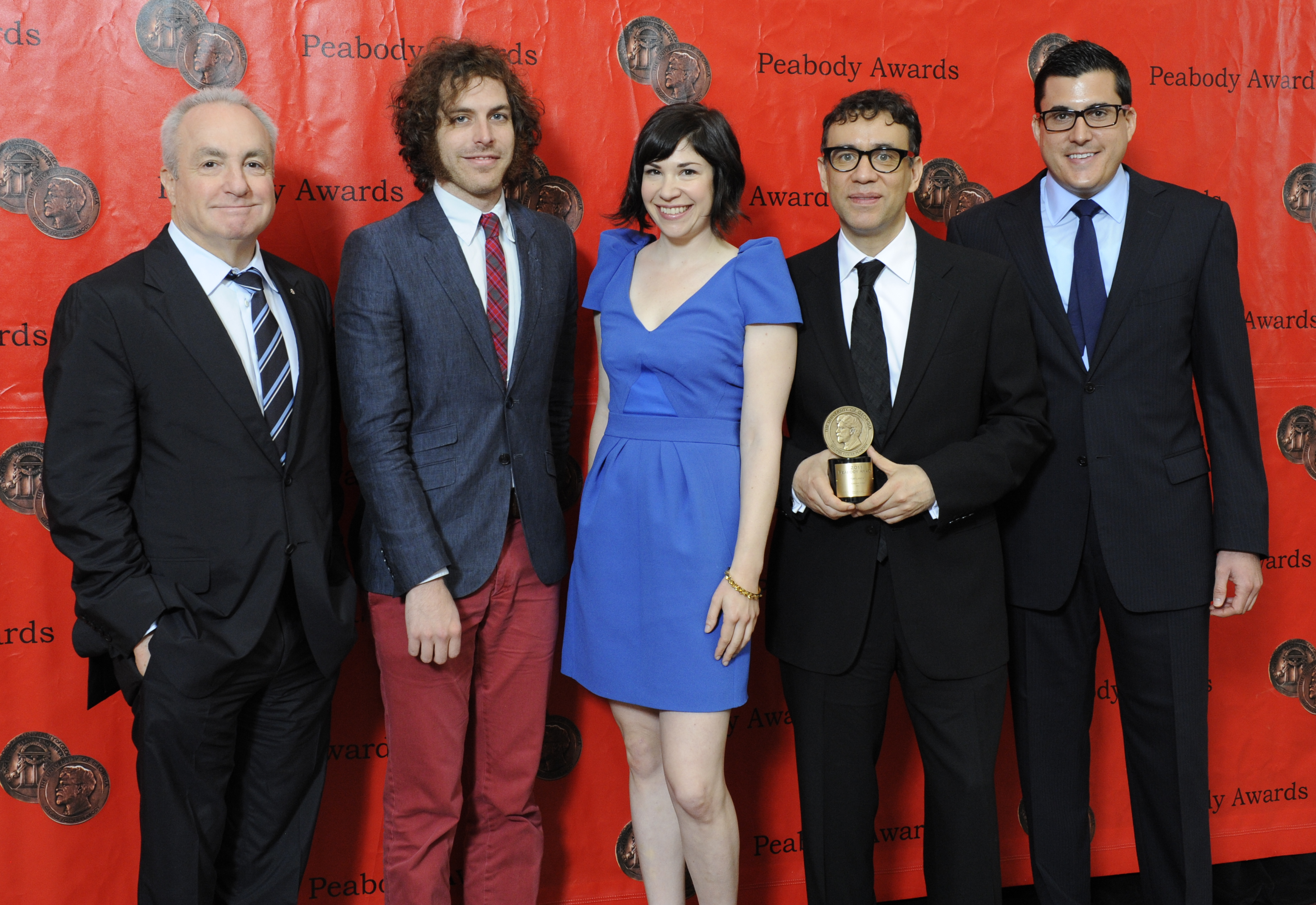
Виконавчі продюсери Лорн Майклз, Джонатан Крісел, Керрі Браунштейн, Фред Армісен та Ендрю Сінгер на премії Пібоді

Прем'єра «Портландії» відбулася на IFC 21 січня 2011 року. IFC оцінив рейтинг Nielsen першого епізоду в 263 000 глядачів (у прямому ефірі плюс перегляди того ж дня); якщо враховувати повтори та перегляди DVR за три дні, кількість зростає до 725 000, що не враховує приблизно 500 000 переглядів онлайн на IFC.com, Hulu та YouTube за декілька днів до офіційної прем'єри на IFC.
Серіал отримав переважно позитивні відгуки критиків. Сайт-агрегатор рецензій Metacritic дав першому сезону оцінку 71 зі 100, другому сезону — 75 зі 100. Обидва ці результати підпадають під діапазон сайту «загалом схвальні відгуки». Роберт Ллойд з Los Angeles Times назвав шоу «кумедним і чарівним». Верн Гей з Newsday присудив серіалу оцінку «А» і назвав його «кумедним». Він зазначив, що «Браунштейн і Армісен так легко переходять між персонажами та виконують їхні рифи, тики, стилі та голоси з такою вмілою нестриманністю, що незабаром це вже здається не сатирою, а відображенням реальних людей в кривому дзеркалі.» Брайан Лоурі, який писав для Variety, навпаки, зазначив, що шоу було «з явно обмеженим бюджетом» і сказав, що в ньому представлено «набір стомлюючих персонажів», які є «ще одним доказом того, що не кожен заслуговує показувати комедійні скетчі — особливо коли передумова зачіпає не глибше, ніж віньєтки, натхненні пшеничними хіпі околицями Портленда, Орегон.» Комік Джеррі Сайнфельд є шанувальником шоу. В інтерв'ю 2014 року він сказав: «Я вважаю, що станом на зараз це найкраща комедія на телебаченні, і безсумнівно одна з найкращих комедій усіх часів».
Скетчі, дія яких розгортається у феміністичній книгарні «Спершу жінки та жінки», були зняті в справжній незалежній книгарні «Іншими словами»; цю назву можна побачити на дошці зі списком подій у магазині за касою. У якийсь момент справжня книгарня і громадський центр використовували шоу для реклами, але ці відносини перервалися в 2016 році. Рада волонтерів написала в блозі, що книжковий магазин і персонал зазнали поганого поводження під час зйомок, і додала, що «сегменти „Спершу жінки та жінки“… є трансантагоністичними і трансмізогінними і стають лише образливішими по ходу серіалу».

## Нагороди та номінації
У 2011 році «Портландія» отримала премію Пібоді «за добродушне висміювання хіпстерської культури, яке влучає в ціль незалежно від того, розумієте ви жарті чи ні». Портландія також отримала премію Еммі в 2011 році за найкращі костюми для розважальної або спеціальної програми, а також була номінована на найкращу режисуру розважального серіалу та найкращий сценарій розважального серіалу на 64-й церемонії вручення прайм-тайм премії Еммі. Колишній мер Портленда Сем Адамс (з 2009 по 2012 роки) проголосив 21 січня 2011 року Днем Портландії. Велосипедна компанія почала пропонувати тури Портландією.
На 66-й церемонії вручення прайм-тайм премії Еммі шоу отримало номінацію в категорії «Найкращий сценарій розважальної програми», «Найкращий актор другого плану в комедійному серіалі» для Фреда Армісена, «Найкраща режисура для естрадного серіалу» для Джонатана Крісела та «Найкращий запрошений актор у комедійному серіалі» для Стіва Бушемі за епізод «Селера».
| Рік  | Премія                                     | Категорія                                                                           | Номінант                                                                        | Результат | Ref.   |
| ---- | ------------------------------------------ | ----------------------------------------------------------------------------------- | ------------------------------------------------------------------------------- | --------- | ------ |
| 2011 | Прайм-тайм премія «Еммі»                   | Найкращі костюми в розважальній або музичній програмі/спеціальній програмі          | Аманда Нідгем і Ніколь Дімітрас («Farm»)                                        | Перемога  |        |
| 2012 | Прайм-тайм премія «Еммі»                   | Найкраща режисура розважальної програми                                             | Джонатан Крісел («One Moore Episode»)                                           | Номінація |        |
| 2012 | Прайм-тайм премія «Еммі»                   | Найкращий сценарій розважальної програми                                            | Фред Армісен, Керрі Браунштейн, Джонатан Крісел і Кері Дорнетто                 | Номінація |        |
| 2012 | Премія Пібоді                              | Area of Excellence                                                                  | Портландія                                                                      | Перемога  |        |
| 2012 | Премія Гільдії сценаристів Америки         | Найкраща комедійна або розважальна програма, у тому числі ток-шоу                   | Фред Армісен, Керрі Браунштейн, Кері Дорнетто, Джонатан Крісел, Білл Оклі       | Перемога  |        |
| 2013 | Прайм-тайм премія «Еммі»                   | Найкраща режисура розважальної програми                                             | Джонатан Крісел («Alexandra»)                                                   | Номінація |        |
| 2013 | Прайм-тайм премія «Еммі»                   | Найкращий сценарій розважальної програми                                            | Фред Армісен, Керрі Браунштейн, Джонатан Крісел і Білл Оклі                     | Номінація |        |
| 2013 | Прайм-тайм премія «Еммі»                   | Найкращі костюми в розважальній або спеціальній програмі                            | Аманда Нідгем («Blackout»)                                                      | Перемога  |        |
| 2013 | Премія Гільдії сценаристів Америки         | Найкраща комедійна або розважальна програма, у тому числі ток-шоу                   | Фред Армісен, Керрі Браунштейн, Джонатан Крісел, Білл Оклі                      | Номінація |        |
| 2013 | Премія Гільдії арт-директорів              | Найкращий багатокамерний серіал без сценарію                                        | Тайлер Робінсон, Шайлер Теллін і Кетрін Ізом                                    | Перемога  |        |
| 2014 | Прайм-тайм премія «Еммі»                   | Найкраща чоловіча роль другого плану в комедійному серіалі                          | Фред Армісен                                                                    | Номінація |        |
| 2014 | Прайм-тайм премія «Еммі»                   | Найкращий запрошений актор в комедійному серіалі                                    | Стів Бушемі                                                                     | Номінація |        |
| 2014 | Прайм-тайм премія «Еммі»                   | Найкраща режисура розважальної програми                                             | Джонатан Крісел («Getting Away»)                                                | Номінація |        |
| 2014 | Прайм-тайм премія «Еммі»                   | Найкращий сценарій розважальної програми                                            | Фред Армісен, Керрі Браунштейн, Джонатан Крісел, Грем Вагнер і Кері Дорнетто    | Номінація |        |
| 2014 | Прайм-тайм премія «Еммі»                   | Найкраща художня режисура для розважального, реаліті-шоу або конкурсного серіалу    | Тайлер Б. Робінсон, Шайлер Теллін і Кетрін Ізом («Celery»)                      | Номінація |        |
| 2014 | Прайм-тайм премія «Еммі»                   | Найкращий монтаж комедійного серіалу (однокамерна зйомка)                           | Білл Бенц і Деніел Грей Лонгіно («Getting Away»)                                | Номінація |        |
| 2014 | Online Film & Television Association Award | Найкраща режисура комедійного серіалу                                               | Портландія                                                                      | Номінація |        |
| 2014 | Online Film & Television Association Award | Найкращий запрошений актор в комедійному серіалі                                    | Стів Бушемі                                                                     | Номінація |        |
| 2015 | Прайм-тайм премія «Еммі»                   | Найкраще комедійне скетч-шоу                                                        | Портландія                                                                      | Номінація |        |
| 2015 | Прайм-тайм премія «Еммі»                   | Найкращий дизайн виробництва для розважального, реаліті-шоу або конкурсного серіалу | Тайлер Робінсон, Шайлер Теллін і Кетрін Ізом («Dead Pets»)                      | Перемога  |        |
| 2015 | Critics' Choice Television Awards          | Найкраща жіноча роль другого плану в комедійному серіалі                            | Керрі Браунштейн                                                                | Номінація |        |
| 2015 | Online Film & Television Association Award | Найкраща чоловіча роль у художній програмі                                          | Фред Армісен                                                                    | Номінація |        |
| 2015 | Online Film & Television Association Award | Найкраща жіноча роль у художній програмі                                            | Керрі Браунштейн                                                                | Номінація |        |
| 2015 | Online Film & Television Association Award | Найкращий ансамбль у художній програмі                                              |                                                                                 | Номінація |        |
| 2016 | Прайм-тайм премія «Еммі»                   | Найкраще комедійне скетч-шоу                                                        | Портландія                                                                      | Номінація |        |
| 2016 | Прайм-тайм премія «Еммі»                   | Найкращий сценарій розважальної програми                                            | Фред Армісен, Керрі Браунштейн, Джонатан Крісел, Грем Вагнер і Кері Дорнетто    | Номінація |        |
| 2016 | Прайм-тайм премія «Еммі»                   | Найкращий дизайн виробництва для розважального, реаліті-шоу або конкурсного серіалу | Шайлер Теллін і Кетрін Ізом ("Family Emergency, " "Pickathon, " «Weirdo Beach») | Перемога  |        |
| 2016 | Online Film & Television Association Award | Найкраща розважальна програма                                                       | Портландія                                                                      | Номінація |        |
| 2016 | Online Film & Television Association Award | Найкраща жіноча роль у розважальній програмі                                        | Керрі Браунштейн                                                                | Номінація |        |
| 2016 | Online Film & Television Association Award | Найкращий ансамбль у розважальному або реаліті-шоу                                  |                                                                                 | Номінація |        |
| 2016 | Online Film & Television Association Award | Найкращий сценарій розважальної програми                                            |                                                                                 | Номінація |        |
| 2016 | Премія Гільдії арт-директорів              | Найкраще розважальне, реаліті-шоу або конкурсний серіал                             | Шайлер Теллін                                                                   | Номінація |        |
| 2017 | Прайм-тайм премія «Еммі»                   | Найкраще комедійне скетч-шоу                                                        | Портландія                                                                      | Номінація |        |
| 2017 | Прайм-тайм премія «Еммі»                   | Найкращі костюми для розважальних, документальних або реаліті-шоу                   | Аманда Нідхем, Джеймі Хансен і Джордан Гамільтон («Carrie Dates a Hunk»)        | Номінація |        |
| 2017 | Прайм-тайм премія «Еммі»                   | Найкращий дизайн виробництва для розважального, реаліті-шоу або конкурсного серіалу | Шайлер Теллін і Кетрін Ізом («Fred's Cell Phone Company»)                       | Номінація |        |
| 2018 | Прайм-тайм премія «Еммі»                   | Найкраще комедійне скетч-шоу                                                        | Портландія                                                                      | Номінація | [ 27 ] |
| 2018 | Прайм-тайм премія «Еммі»                   | Найкраща режисура розважальної програми                                             | Керрі Браунштейн («Riot Spray»)                                                 | Номінація | [ 27 ] |
| 2018 | ACE Eddie Awards                           | Найкращий змонтований комедійний серіал для комерційного телебачення                | Хізер Кепс, Алі Грір і Джордан Кім («Amore»)                                    | Номінація | [ 28 ] |
| 2018 | Премія Гільдії арт-директорів              | Найкращий розважальний або конкурсний серіал/нагороди або спеціальні події          | Шайлер Теллін («Portland Secedes», «Ants», «Fred's Cell Phone Company»)         | Перемога  | [ 29 ] |
| 2018 | Премія Гільдії сценаристів Америки         | Найкращий комедійний або розважальний серіал: скетч-шоу                             | Фред Армісен, Керрі Браунштейн, Karen Kilgariff, Джонатан Крісел, Грем Вагнер   | Номінація | [ 30 ] |

## Домашні ЗМІ та міжнародний реліз
Портландія: сезон перший було випущено на DVD та Blu-ray 6 грудня 2011 року — у регіоні 1, та 1 серпня 2012 року — у регіоні 4 . Один диск складається з усіх шести епізодів першого сезону. Спеціальні матеріали включають в себе: розширені сцени, ляпи, повнометражний фільм IFC про знімальний процес, скетчі «Thunder Ant» та аудіокоментар Армісена та Браунштейн.
Портландія: сезон другий було випущено на DVD та Blu-ray 25 вересня 2012 року — у регіоні 1 та 7 серпня 2013 року — у регіоні 4. Дводисковий набір містить усі десять епізодів другого сезону. Спеціальні матеріали включають в себе: повнометражні фільми «Portlandia: the Tour: Seattle», «Inside Portlandia», видалена сцена «Феміністична книгарня», «Brunch Village: режисерська версія», уривок із книги Портландія та аудіокоментар Армісена, Браунштейн та Крісела.
Також доступний комбінований набір обох сезонів. Перегляд Портландії доступний в деяких країнах через ITunes Store і Amazon Video В Австралії його показують на станції ABC2 та на стрімінговому сервісі iView.. Прем'єра серіалу в Латинській Америці відбулася 27 березня 2012 року на каналі I.Sat .